# Rimae Maestlin
Rimae Maestlin – grupa rowów  na powierzchni Księżyca o średnicy około 80 km. Znajduje się na obszarze Oceanus Procellarum na współrzędnych selenograficznych ☾ 2,0°N 40,0°W/2,000000 -40,000000. Nazwa tego systemu kanałów została nadana w 1985 roku przez Międzynarodową Unię Astronomiczną i pochodzi od pobliskiego krateru Maestlin.